# Ngọc Anh (ca sĩ sinh 1975)
Hoàng Ngọc Anh (sinh ngày 21 tháng 4 năm 1975), thường được biết đến với nghệ danh Ngọc Anh, là một nữ ca sĩ người Việt Nam. Là cựu thành viên của nhóm tam ca 3A, cô là một trong số những nữ ca sĩ thành công tại thị trường Việt Nam và Mỹ.

## Sự nghiệp ca nhạc
Ngọc Anh hát rất sớm với một giọng ca thiên phú, với giọng trầm, khỏe, và từng được cho là xuất sắc hơn tất cả các bạn cùng trang lứa như Mỹ Linh, Minh Ánh, Trần Thu Hà.
Bước đầu cô cộng tác với nhóm tam ca 3A cùng Minh Anh và Minh Ánh. Sau khi nhóm 3A tan rã, cô hát đơn. Cô từng thành công với những sáng tác của Phú Quang.
Cô định cư tại Hoa Kỳ từ năm 2008. Ngọc Anh lần đầu tiên xuất hiện trước khán giả của Trung tâm Thúy Nga trong chương trình Paris By Night 96 với bài hát Giết người trong mộng (Phạm Duy) và từ đó trở thành ca sĩ thường trực của trung tâm này trong những chương trình Paris By Night tiếp theo.
Năm 2024, Ngọc Anh tham gia chương trình truyền hình Bài hát của chúng ta phát sóng trên VTV3.

## Sáng tác
Ngoài việc làm ca sĩ, Ngọc Anh còn có một số sáng tác âm nhạc như sau:
- “Hãy Yêu Khi Ta Còn Bên Nhau”
- “Yêu Đến Ngàn Thu”
- “Trizzie's Tango”
- “Samba Cho Em”
- “Mùa Đông Không Tuyết”

## Danh sách đĩa nhạc
Với Tam ca 3A:
- Lãng du ca (1998)

#### Album phòng thu
- Và cũng như yêu (với Ngọc Sơn) (1999)
- Trái tim hoang đường (với Minh Thuận) (2000)
- Hãy yêu khi ta còn bên nhau (2002)
- Gửi một tình yêu (hát Phú Quang vol 1) (2003)
- Ngọc Anh online & Mùa thu giấu em (2004)
- Hãy yêu khi ta còn bên nhau (tái bản) (2005)
- 69'59 (hát Phú Quang vol 2) (2007)
- Romance cho anh (hát Phú Quang vol 3) (2008)

Ngọc Anh đã có những CD và DVD phát hành bởi Trung tâm Thúy Nga:
- TNCD454 - Giết người trong mộng[3]
- TNCD482 - Tạ tình[4]
- TNCD512 - Đêm huyền diệu[5]
- TNCD554 - Tình khúc Lam Phương - Cám Ơn Người Tình
- TNCD563 - Yêu Anh
- DVD The Best of Ngọc Anh from Paris By Night - Giết Người Trong Mộng
- TNLP004 - Giết Người Trong Mộng

### Trình diễn trên sân khấu Trung tâm Thúy Nga

#### Paris By Night
| STT | Ca khúc | Thể hiện với | Chương trình       | Năm  |
| --- | --- | --- | ------------------ | ---- |
| 1   | Giết Người Trong Mộng (Phạm Duy) | solo | Paris By Night 96  | 2009 |
| 2   | Samba Cho Em (Ngọc Anh) | solo | Paris By Night 97  | 2009 |
| 3   | Chuyến Bay Hạnh Phúc (Hoài An) | Lưu Bích, Bảo Hân, Như Quỳnh, Nguyệt Anh, Tú Quyên, Minh Tuyết, Thủy Tiên, Quỳnh Vi, Hương Thủy, Như Loan, Hồ Lệ Thu | Paris By Night 98  | 2009 |
| 4   | Bài Không Tên Số 4 (Vũ Thành An) | solo | Paris By Night 98  | 2009 |
| 5   | Tình Ca (Phạm Duy) | Hương Giang, Quỳnh Vi, Nguyệt Anh, Mai Thiên Vân, Như Quỳnh, Hương Thủy, Hồ Lệ Thu, Thế Sơn, Trịnh Lam, Quang Lê, Trần Thái Hòa | Paris By Night 99  | 2010 |
| 6   | Tháng Sáu Trời Mưa (Hoàng Thanh Tâm, Nguyên Sa)                                                                                                  | solo | Paris By Night 99  | 2010 |
| 7   | LK Tôi Muốn Quên Người (Khánh Băng), Nửa Hồn Thương Đau (Phạm Đình Chương)                                                                       | Nguyễn Hưng | Paris By Night 100 | 2010 |
| 8   | Xuân Với Đời Sống Mới (Tuấn Vũ) | solo | Paris By Night 101 | 2011 |
| 9   | Em Đi Rồi (Lam Phương) | solo | Paris By Night 102 | 2011 |
| 10  | Bài Không Tên Cuối Cùng (Vũ Thành An) | solo | Paris By Night 103 | 2011 |
| 11  | Nếu Một Mai Em Sẽ Qua Đời (Phạm Duy) | solo | Paris By Night 104 | 2011 |
| 12  | Người Tình Trăm Năm (Đức Huy) | Lưu Bích, Như Quỳnh, Minh Tuyết, Lam Anh, Diễm Sương, Kỳ Phương Uyên, Hạ Vy, Như Loan, Quỳnh Vi, Tóc Tiên, Thanh Hà | Paris By Night 105 | 2012 |
| 13  | Nụ Hồng Valentine (Nguyễn Kim Tuấn) | solo | Paris By Night 105 | 2012 |
| 14  | Dáng Em Lụa Là (Lương Bằng Quang) | solo | Paris By Night 106 | 2012 |
| 15  | LK Mùa Thu Trong Mưa (Trường Sa), Búp Bê Không Tình Yêu (LV: Vũ Xuân Hùng)                                                                       | Như Quỳnh, Lam Anh, Quỳnh Vi, Kỳ Phương Uyên, Thanh Hà, Mai Thiên Vân, Hương Thủy, Hạ Vy, Minh Tuyết, Như Loan, Tóc Tiên, Hương Giang, Diễm Sương | Paris By Night 106 | 2012 |
| 16  | Cảm ơn Người Tình (Lam Phương) | solo | Paris By Night 107 | 2013 |
| 17  | Ô Mê Ly (Văn Phụng) | Như Quỳnh, Thanh Hà, Thế Sơn, Trần Thái Hòa, Don Hồ | Paris By Night 107 | 2013 |
| 18  | LK Bốn Mùa: Mùa Hè Đẹp Nhất (Đức Huy), Chỉ Là Mùa Thu Rơi (Quốc Dũng, Nguyễn Đức Cường), Góc Phố Rêu Xanh (Nhật Trung), Khúc Giao Mùa (Huy Tuấn) | Minh Tuyết, Kỳ Phương Uyên, Tóc Tiên | Paris By Night 108 | 2013 |
| 19  | Nha Trang Ngày Về (Phạm Duy) | solo | Paris By Night 108 | 2013 |
| 20  | LK Một Thoáng Tây Hồ (Phó Đức Phương), Chiều Phủ Tây Hồ (Phú Quang)                                                                              | Thu Phương | Paris By Night 109 | 2013 |
| 21  | Lá Thu Vàng (LV: Lữ Liên) | Ý Lan | Paris By Night 109 | 2013 |
| 22  | Hát Mãi Bài Tình Ca (Thái Thịnh) | Minh Tuyết, Như Loan, Tóc Tiên, Như Quỳnh, Don Hồ, Mai Thiên Vân, Hạ Vy, Mạnh Quỳnh, Hương Thủy, Quang Lê, Ngọc Hạ, Trần Thái Hòa, Thế Sơn, Châu Ngọc, Hồ Lệ Thu, Kỳ Phương Uyên, Mai Tiến Dũng, Quỳnh Vi, Trịnh Lam, Lương Tùng Quang, Diễm Sương, Duy Trường, Khánh Lâm, Tommy Ngô, Lynda Trang Đài, Đình Bảo, Ánh Minh, Hương Giang, Anh Tú, Thiên Tôn, Ý Lan, Thu Phương, Giang Tử, Hương Lan, Thái Châu, Quang Dũng, Nguyễn Hưng, Thanh Hà, Lưu Bích, Tuấn Ngọc, Khánh Hà, Dương Triệu Vũ, Lam Anh, Bằng Kiều, Họa Mi, Elvis Phương | Paris By Night 109 | 2013 |
| 23  | Mùa Xuân Không Còn Nữa (Lam Phương) | solo | Paris By Night 110 | 2014 |
| 24  | Phút Giao Thừa Dịu Êm (Nguyễn Kim Tuấn) | Quỳnh Vi, Thanh Hà, Tóc Tiên, Thiên Tôn, Trần Thái Hòa, Đình Bảo, Trịnh Lam | Paris By Night 110 | 2014 |
| 25  | Tình Hoài Hương (Phạm Duy) | Như Quỳnh, Quỳnh Vi, Mai Thiên Vân, Tóc Tiên, Hạ Vy, Đình Bảo, Thiên Tôn, Trần Thái Hòa | Paris By Night 111 | 2014 |
| 26  | Tình (Văn Phụng) | solo (nhạc nền trình diễn áo dài) | Paris By Night 111 | 2014 |
| 27  | LK Chờ (Lam Phương), Ai Đi Ngoài Sương Gió (Nguyễn Hữu Thiết)                                                                                    | Nguyễn Hưng | Paris By Night 111 | 2014 |
| 28  | Khi Người Xa Tôi (Lê Xuân Trường) MTV Bonus | solo | Paris By Night 111 | 2014 |
| 29  | Một Ngày Vui Mùa Đông (Lê Uyên Phương) | Trần Thái Hòa | Paris By Night 112 | 2014 |
| 30  | Xa Rồi Mùa Đông (Nguyễn Nam) | solo | Paris By Night 112 | 2014 |
| 31  | Hoa Cỏ Mùa Xuân (Bảo Chấn) | Hoàng Anh Khang | Paris By Night 113 | 2015 |
| 32  | Quê Nhà (Trần Tiến) | Hoàng Anh Khang | Paris By Night 113 | 2015 |
| 33  | Lời Cảm Ơn (Ngô Thụy Miên, HạĐỏ BíchPhượng) | Minh Tuyết, Lam Anh, Hạ Vy, Hương Thủy, Diễm Sương, Kỳ Phương Uyên, Ánh Minh, Thanh Hà, Quỳnh Vi, Mai Thiên Vân, Ngọc Ngữ, Đình Bảo, Thiên Tôn, Mai Tiến Dũng, Justin Nguyễn, Bảo Khánh, Lương Tùng Quang, Don Hồ | Paris By Night 114 | 2015 |
| 34  | Bốn Mươi Năm Rồi Sao (Châu Đình An) | solo | Paris By Night 114 | 2015 |
| 35  | Dáng Tiên Xuân Ngời (Lương Bằng Quang) | Tóc Tiên, Hoàng Nhung, Lam Anh, Quỳnh Vi | Paris By Night 115 | 2015 |
| 36  | LK Nỗi Đau Muộn Màng, Một Cõi Tình Phai, Ở Nơi Nào Em Có Nhớ (Ngô Thụy Miên)                                                                     | Quang Dũng | Paris By Night 115 | 2015 |
| 37  | Hoài Cảm (Cung Tiến) | Trần Thái Hòa, Thiên Tôn, Đình Bảo | Paris By Night 116 | 2015 |
| 38  | Catwalk (Nguyễn Hữu Đức) | Như Loan, Hoàng Nhung, Diễm Sương, Hạ Vy, Lam Anh | Paris By Night 116 | 2015 |
| 39  | Triệu Đóa Hoa Hồng (LV: Trung Kiên) | solo | Paris By Night 117 | 2016 |
| 40  | Và Con Tim Đã Vui Trở Lại (Đức Huy) | Nguyễn Hồng Nhung, Lam Anh, Bằng Kiều, Thiên Tôn, Đình Bảo | Paris By Night 118 | 2016 |
| 41  | Tiếng Mưa Đêm (Đức Huy) | solo | Paris By Night 118 | 2016 |
| 42  | Hối Tiếc (Trầm Tử Thiêng) | solo | Paris By Night 120 | 2016 |
| 43  | LK Thôi, Ảo Ảnh (Y Vân) | Nguyễn Hưng | Paris By Night 121 | 2017 |
| 44  | Tình Này Cho Anh (Hồng Khánh) | solo | Paris By Night 122 | 2017 |
| 45  | Trái Tim Tôi Mùa Thu (Hạ Đỏ Bích Phượng) MTV Bonus                                                                                               | solo | Paris By Night 122 | 2017 |
| 46  | LK Rừng Xưa Đã Khép, Lời Thiên Thu Gọi, Phôi Pha (Trịnh Công Sơn)                                                                                | Quang Dũng | Paris By Night 123 | 2017 |
| 47  | Mắt Buồn (Phạm Đình Chương, Lưu Trọng Lư) | Thiên Tôn | Paris By Night 124 | 2018 |
| 48  | Cay Đắng Tình Đời (Phượng Linh) | solo | Paris By Night 125 | 2018 |
| 49  | Khúc Tình Ca Hàng Hàng Lớp Lớp (Nguyễn Văn Đông)                                                                                                 | Hoàng Oanh, Thanh Tuyền, Giao Linh, Vũ Khanh, Anh Khoa, Ý Lan, Anh Dũng, Don Hồ, Minh Tuyết, Nguyễn Hồng Nhung, Thiên Tôn, Đình Bảo, Hương Thủy, Mai Thiên Vân, Lam Anh, Trần Thái Hòa, Hạ Vy, Khải Đăng, Hà Thanh Xuân, Châu Ngọc Hà | Paris By Night 125 | 2018 |
| 50  | Tình Yêu Xây Đắp Nhân Gian (Hamlet Trương) | Don Hồ, Bằng Kiều, Trần Thái Hòa, Lương Tùng Quang, Dương Triệu Vũ, Lam Anh, Minh Tuyết, Như Loan, Nguyễn Hồng Nhung | Paris By Night 126 | 2018 |
| 51  | Nếu Anh Quên Tất Cả (Trần Lê Quỳnh) | Trần Thái Hòa | Paris By Night 126 | 2018 |
| 52  | Khoảnh Khắc (Trương Quý Hải) | Lưu Bích, Thanh Hà, Minh Tuyết, Nguyễn Hồng Nhung | Paris By Night 126 | 2018 |
| 53  | Thư Pháp (Nguyễn Duy Hùng) | solo | Paris By Night 127 | 2018 |
| 54  | Tình Hồng Paris (Lam Phương) | Nguyễn Hưng | Paris By Night 128 | 2019 |
| 55  | Vào Hạ (Lê Hựu Hà) | Hương Thủy, Kỳ Phương Uyên, Hoàng Nhung, Hà Thanh Xuân, Tâm Đoan, Loan Châu, Như Ý, Hạ Vy, Lam Anh, Trúc Lam, Trúc Linh, Như Loan, Diễm Sương, Băng Tâm, Mai Thiên Vân, Nguyễn Hồng Nhung, Phi Nhung, Quỳnh Vi, Minh Tuyết | Paris By Night 128 | 2019 |
| 56  | Không Lạc Loài (Võ Hoài Phúc) | Don Hồ, Thiên Tôn, Hoàng Mỹ An, Quỳnh Vi | Paris By Night 129 | 2019 |
| 57  | Yêu Bằng Hạnh Phúc Cuối (Võ Hoài Phúc, Trần Quí Thanh)                                                                                           | solo | Paris By Night 129 | 2019 |
| 58  | Dáng Lụa Cung Tơ (Đức Trí) | Hoàng Anh Khang, Hương Thủy, Loan Châu, Như Ý, Băng Tâm, Quỳnh Vi, Minh Tuyết, Châu Ngọc Hà, Hoàng Nhung, Hoàng Mỹ An, Diễm Sương, Như Loan | Paris By Night 129 | 2019 |
| 59  | Khúc Thụy Du (Anh Bằng, Du Tử Lê) | solo | Paris By Night 130 | 2020 |
| 60  | Nỗi Buồn Con Gái (Nhật Ngân) | Diễm Sương, Hương Thủy, Như Loan, Hạ Vy, Minh Tuyết, Hà Thanh Xuân, Như Ý, Quỳnh Vi, Băng Tâm, Lam Anh, Hoàng Mỹ An | Paris By Night 130 | 2020 |
| 61  | Khúc Ca An Bình (Trần Lê Quỳnh) | solo | Paris By Night 131 | 2021 |
| 62  | Yêu Em Giữa Đời Quên Lãng (Trường Sa) | solo | Paris By Night 132 | 2022 |
| 63  | Yêu Và Mơ (Văn Phụng) | Châu Ngọc Hà, Tâm Đoan, Lam Anh, Quỳnh Vi, Hoàng Nhung, Băng Tâm, Hương Thủy, Phương Yến Linh, Như Ý, Hoàng Mỹ An, Diễm Sương | Paris By Night 132 | 2022 |
| 64  | Ngọn Nến (Phú Quang) | Quang Dũng | Paris By Night 133 | 2022 |
| 65  | LK Lang Thang (Phú Quang, Phạm Thị Ngọc Liên), Gửi Một Tình Yêu (Phú Quang, Từ Kế Tường), Muộn (Phú Quang, Thái Thăng Long)                      | Trần Thái Hòa | Paris By Night 134 | 2023 |
| 66  | Cánh Hồng Phai (Dương Khắc Linh, Hoàng Huy Long)                                                                                                 | Thanh Hà, Minh Tuyết, Hương Thủy, Như Loan, Băng Tâm, Nguyễn Hồng Nhung, Lam Anh, Kỳ Phương Uyên, Như Ý, Hà Thanh Xuân, Hoàng Mỹ An | Paris By Night 134 | 2023 |
| 67  | Hơn Một Lời Cảm Ơn (Ngô Minh Tài) | Ý Lan, Tuấn Ngọc, Khánh Hà, Bằng Kiều, Minh Tuyết, Trần Thái Hòa, Lam Anh, Đình Bảo, Kỳ Phương Uyên, Nguyễn Hồng Nhung, Ngọc Hạ, Tuấn Phước, Thiên Tôn, Hương Lan, Hoàng Oanh, Thanh Tuyền, Phương Hồng Quế, Thanh Hà, Quang Dũng, Trường Vũ, Như Quỳnh, Quang Lê, Thái Châu, Họa Mi, Nguyễn Hưng, Hương Thủy, Băng Tâm, Hoàng Nhung, Hà Thanh Xuân, Trịnh Lam, Phương Yến Linh, Ngọc Ngữ, Châu Ngọc Hà, Tâm Đoan, Mạnh Quỳnh, Phương Loan, Đan Nguyên, Lương Tùng Quang, Như Loan, Hoàng Mỹ An, Như Ý, Lâm Thúy Vân, Myra Trần, Don Hồ  | Paris By Night 134 | 2023 |
| 68  | Mưa Trên Ngày Tháng Đó (Từ Công Phụng) | solo | Paris By Night 135 | 2023 |
| 69  | Từ Khúc (Từ Công Phụng) | Trần Thái Hòa | Paris By Night 135 | 2023 |
| 70  | Giữ Đời Cho Nhau (Từ Công Phụng, Du Tử Lê) | Từ Công Phụng, Tuấn Ngọc, Thái Hiền, Ý Lan, Anh Dũng, Bằng Kiều, Trần Thái Hòa, Trần Thu Hà, Ngọc Hạ, Hồ Hoàng Yến, Đình Bảo, Thiên Tôn, Lam Anh, Vasa Diệu Nga, Như Ý | Paris By Night 135 | 2023 |
| 71  | Ánh Sáng Nhiệm Màu (Nguyễn Tùng) | Minh Tuyết | Paris By Night 136 | 2024 |
| 72  | Rồi Một Ngày (Hoàng Thi Thơ) | solo | Paris By Night 137 | 2024 |

#### Chương trìnhThúy Nga Music Box
| STT | Tên bài hát                                                     | Thể hiện với                            | Chương trình           | Năm  |
| --- | --------------------------------------------------------------- | --------------------------------------- | ---------------------- | ---- |
| 1   | Kiếp Đam Mê (Duy Quang)                                         | Nguyễn Hồng Nhung                       | Thúy Nga Music Box #11 | 2020 |
| 2   | Câu Chuyện Tình Yêu (Ngọc Anh)                                  | solo                                    | Thúy Nga Music Box #11 | 2020 |
| 3   | Romance 2 (Phú Quang)                                           | solo                                    | Thúy Nga Music Box #11 | 2020 |
| 4   | Cay Đắng Tình Đời (Phượng Linh)                                 | solo                                    | Thúy Nga Music Box #11 | 2020 |
| 5   | Không (Nguyễn Ánh 9)                                            | Nguyễn Hồng Nhung, Kỳ Duyên             | Thúy Nga Music Box #11 | 2020 |
| 6   | Hãy Yêu Khi Ta Còn Bên Nhau (Ngọc Anh)                          | solo                                    | Thúy Nga Music Box #18 | 2020 |
| 7   | Mùa Thu Giấu Em (Phú Quang)                                     | solo                                    | Thúy Nga Music Box #18 | 2020 |
| 8   | Hà Nội Ngày Trở Về (Phú Quang, Lời: Doãn Thanh Tùng, Phú Quang) | solo                                    | Thúy Nga Music Box #18 | 2020 |
| 9   | Cám Ơn Người Tình (Lam Phương)                                  | solo                                    | Thúy Nga Music Box #18 | 2020 |
| 10  | Cho Em Quên Tuổi Ngọc (Lam Phương)                              | solo                                    | Thúy Nga Music Box #18 | 2020 |
| 11  | Thu Sầu (Lam Phương)                                            | solo                                    | Thúy Nga Music Box #18 | 2020 |
| 12  | Rock Buồn (Phú Quang)                                           | solo                                    | Thúy Nga Music Box #18 | 2020 |
| 13  | Điều Giản Dị (Phú Quang)                                        | solo                                    | Thúy Nga Music Box #18 | 2020 |
| 14  | Chiếc Lá Cuối Cùng (Tuấn Khanh)                                 | Ý Lan                                   | Thúy Nga Music Box #41 | 2021 |
| 15  | Tháng 9 Dòng Sông (Tuấn Khanh)                                  | solo                                    | Thúy Nga Music Box #41 | 2021 |
| 16  | Tại Vắng Anh (Tuấn Khanh)                                       | solo                                    | Thúy Nga Music Box #41 | 2021 |
| 17  | Nhạt Nhòa (Tuấn Khanh)                                          | Ý Lan, Trần Thái Hòa                    | Thúy Nga Music Box #41 | 2021 |
| 18  | Bài Không Tên Số 8 (Vũ Thành An)                                | Trần Thái Hòa, Trần Thu Hà              | Thúy Nga Music Box #50 | 2022 |
| 19  | Bài Không Tên Số 4 (Vũ Thành An)                                | solo                                    | Thúy Nga Music Box #50 | 2022 |
| 20  | Hoài Niệm (Vũ Thành An, Hạ Đỏ Bích Phượng)                      | solo                                    | Thúy Nga Music Box #50 | 2022 |
| 21  | Đời Đá Vàng (Vũ Thành An)                                       | Trần Thái Hòa, Trần Thu Hà, Vũ Thành An | Thúy Nga Music Box #50 | 2022 |

#### Chương trình thu hình khác
| STT | Ca khúc                                           | Thể hiện với                                                              | Chương trình                        | Năm  |
| --- | ------------------------------------------------- | ------------------------------------------------------------------------- | ----------------------------------- | ---- |
| 1   | Thương Nhau Ngày Mưa (Nguyễn Trung Cang)          | Như Quỳnh, Minh Tuyết, Lưu Bích, Thủy Tiên, Hồ Lệ Thu, Thanh Hà, Như Loan | Paris By Night Divas                | 2010 |
| 2   | Mùa Thu Chết (Phạm Duy)                           | solo                                                                      | Paris By Night Divas                | 2010 |
| 3   | Ngàn năm vẫn đợi (LV: Khúc Lan)                   | solo                                                                      | Paris By Night 100 VIP Party        | 2010 |
| 4   | Đêm Buồn (Diệu Hương)                             | Trung Thành                                                               | A Dancing Dream - Season 1          | 2011 |
| 5   | Buồn Ơi Chào Mi (Nguyễn Ánh 9)                    | solo                                                                      | Paris By Night 104 VIP Party        | 2012 |
| 6   | Một Mình (Lam Phương)                             | solo                                                                      | VSTAR Season 1 - Chung Kết          | 2012 |
| 7   | Tạ Tình (Hoàng Thi Thơ)                           | Trần Thái Hòa                                                             | VSTAR Season 1 - Đêm Trao Giải      | 2012 |
| 8   | Rong Chơi Cuối Trời Quên Lãng (Hoàng Thi Thơ)     | solo                                                                      | Paris By Night 106 VIP Party        | 2013 |
| 9   | Giáo Đường Im Bóng (Nguyễn Thiện Tơ, Phi Tâm Yến) | solo                                                                      | Paris By Night Gloria               | 2013 |
| 10  | Đêm Huyền Diệu (Y Vân)                            | solo                                                                      | Paris By Night 109 VIP Party        | 2013 |
| 11  | Bao Giờ Biết Tương Tư (Phạm Duy, Ngọc Chánh)      | solo                                                                      | VSTAR Season 2 - Đêm Trao Giải      | 2014 |
| 12  | Nơi Belem (Kim Long)                              |                                                                           | Paris By Night Gloria 2             | 2014 |
| 13  | Có Nhớ Đêm Nào (Khánh Băng)                       | solo                                                                      | VSTAR Kids Season 1 - Đêm Trao Giải | 2015 |
| 14  | Khúc Hát Thanh Xuân (LV: Phạm Duy)                | solo                                                                      | Hội Ngộ Táo Quân                    | 2016 |
| 15  | LK Tina Turner                                    | Hoài Phương                                                               | Hội Ngộ Táo Quân                    | 2016 |
| 16  | Chờ Người (Lam Phương)                            |                                                                           | VSTAR Season 3 - Chung Kết          | 2016 |
| 17  | Xin Dành Trọn Cho Em (Tùng Châu, Thái Thịnh)      | Minh Tuyết, Lam Anh, Nguyễn Hồng Nhung                                    | Divas Live Concert                  | 2016 |
| 18  | Nỗi Nhớ Mùa Đông (Phú Quang)                      | solo                                                                      | Divas Live Concert                  | 2016 |
| 19  | Không Thể Và Có Thể (Phó Đức Phương)              | Nguyễn Hồng Nhung                                                         | Divas Live Concert                  | 2016 |
| 20  | Niềm Đau Chôn Dấu (LV: Lữ Liên)                   | Khánh Hà, Minh Tuyết, Nguyễn Hồng Nhung                                   | Divas Live Concert                  | 2016 |
| 21  | Cung Chúc Trinh Vương (Lm. Hoài Đức)              | solo                                                                      | Paris By Night Gloria 3             | 2017 |
| 22  | Khúc Giao Mùa (Huy Tuấn)                          | solo                                                                      | Gió Mùa Xuân Tới                    | 2018 |
| 23  | Trái Tim Không Ngủ Yên (Thanh Tùng)               | Bằng Kiều, Minh Tuyết, Hoài Phương                                        | Gió Mùa Xuân Tới                    | 2018 |
| 24  | Điều Giản Dị (Phú Quang)                          | solo                                                                      | VSTAR Kids Season 2 - Đêm Trao Giải | 2018 |
| 25  | Cho Em Quên Tuổi Ngọc (Lam Phương)                | solo                                                                      | VSTAR Season 5 - Chung Kết          | 2018 |
| 26  | Nếu Điều Đó Xảy Ra (Ngọc Châu)                    | solo                                                                      | Paris By Night 128 VIP Party        | 2018 |
| 27  | Mẹ (Phú Quang)                                    | solo                                                                      | Con Thương Nhớ Mẹ                   | 2022 |
| 28  | Quê Nhà (Trần Tiến)                               | Trần Thu Hà                                                               | Con Thương Nhớ Mẹ                   | 2022 |
| 29  | Buồn Làm Chi Em Ơi (Nguyễn Minh Cường)            | solo                                                                      | Bolero & Em                         | 2024 |
| 30  | Mưa Lệ (Lam Phương)                               | solo                                                                      | Bolero & Em                         | 2024 |

Ca sĩ mặt nạ (mùa 2)
| STT | Ca khúc                                                                   | Chương trình         | Năm  |
| --- | ------------------------------------------------------------------------- | -------------------- | ---- |
| 1   | Yêu Như Ngày Yêu Cuối (Tăng Nhật Tuệ)                                     | Ca sĩ mặt nạ (mùa 2) | 2023 |
| 2   | Em gái mưa (Mr. Siro)                                                     | Ca sĩ mặt nạ (mùa 2) | 2023 |
| 3   | Phai (Microwave)                                                          | Ca sĩ mặt nạ (mùa 2) | 2023 |
| 4   | Mashup Nỗi Đau Ngự Trị (Lương Bằng Quang) & Như Vẫn Còn Đây (Phúc Trường) | Ca sĩ mặt nạ (mùa 2) | 2023 |
| 5   | Vỡ Tan (Trịnh Thăng Bình)                                                 | Ca sĩ mặt nạ (mùa 2) | 2023 |
| 6   | Hãy Yêu Khi Ta Còn Bên Nhau                                               | Ca sĩ mặt nạ (mùa 2) | 2023 |

## Giải thưởng
- “Huy chương vàng” tại Liên hoan Hà Nội - ASEAN 1996 cùng với Nhóm nhạc 3A với ca khúc Đêm ả đào.[6]
- Tham dự Festival 14 - 1997 tại Cuba.[6]
- Giải “Màn kết hợp ấn tượng” cùng với Hoàng Hải tại Our song - Bài hát của chúng ta 2024.[7]

## Gia đình
Chồng là Trần Hùng (Hùng Bass) sinh năm 1967, anh là nhạc công, nhạc sĩ hòa âm. Hùng từng hòa âm các ca khúc do cô thể hiện thành công, như Samba Cho Em và Đoản Khúc Cuối Cho Em. Hai người có một con trai tên Trần Anh Trung. Em trai của Ngọc Anh là ca sĩ Hoàng Anh Khang hiện đã cộng tác với trung tâm Thúy Nga bắt đầu từ cuốn 113.
Năm 2017, cô và chồng đã chia tay. Cô có quan hệ mới với một doanh nhân nước ngoài.
Năm 2018 cô kết hôn với John Gallander một doanh nhân người Mỹ , sau một năm ông ấy theo đuổi, Ngọc Anh là người có phong cách truyền thống VN. Cô tôn trọng và chỉ theo đuổi các mối quan hệ nghiêm túc. Có thời gian John Gallander bị tai biến, cô đã ở bệnh viện chồng 6 tháng cho tới khi khỏi bệnh, hiện nay hai người sống hòa hợp và hạnh phúc!